# Видмар, Ерней
Ерней Видмар или Бартоломеус Видмер (словен. Jernej Vidmar, нем. Bartholomaeus Widmer; 11.08.1802 г., Австро-Венгрия — 17.05.1883 г., Любляна, Австро-Венгрия) — епископ Любляны с 6 ноября 1859 года по 30 сентября 1872 год.

## Биография
12 августа 1827 года Ерней Видмар был рукоположён в священника. 6 ноября 1859 года Римский папа Пий IX назначил Ернея Видмара епископом Любляны. 17 июня 1860 года состоялось рукоположение Янеза Златоуста Погачара в епископа.
Участвовал в работе I Ватиканского собора.
30 сентября 1872 года вышел в отставку. Скончался 17 мая 1883 года в Любляне.